# جسیکا رابیت
جسیکا رابیت (به انگلیسی: Jessica Rabbit) یک شخصیت تخیلی در رمان چه کسی راجر رابیت را سانسور کرد؟ و فیلم اقتباسی این رمان، چه کسی برای راجر رابیت پاپوش دوخت؟، می‌باشد. او در رسانه‌های مختلف راجر رابیت به عنوان همسر انسان کارتونی راجر به تصویر کشیده شده‌است. جسیکا به عنوان یکی از بهترین و معروف‌ترین نمادهای جذابیت در انیمیشن‌ها شناخته شده‌است. وی نیز برای خط «من بد نیستم، فقط اینطوری طراحی شده‌ام» معروف است.